# Emilio García Gómez
Emilio García Gómez Conde de los Alixares (Madrid, 14 de juny de 1905 - Granada, 31 de maig de 1995) fou un lingüista expert en àrab i polític espanyol.

Escut del I Conde de los Alixares

## Biografia
Va estudiar Filosofia i Lletres a la universitat d'aquesta ciutat. Amb 21 anys fou professor auxiliar de càtedra i el 1927 va obtenir una beca de la Junta d'Ampliació d'Estudis per a estudiar uns manuscrits aràbigo-espanyols a Egipte, Síria i Mesopotàmia. Aquesta va ser la seva primera sortida a Orient Pròxim; allà es va posar en contacte amb l'aristòcrata egipci Ahmad Záki Pachá, el qual li facilità un importantíssim manuscrit de poesia: una cèlebre antologia d'Ibn Said al-Magribí, el Llibre de les banderes dels campions, que va constituir la base del seu coneixement de la poesia andalusí i del seu primer gran èxit editorial, els Poemas arabigoandaluces, decisius per la seva influència en la Generació del 27 i, més concretament, en Federico García Lorca, que en ells va trobar la inspiració per a la seva obra Divan del Tamarit. Fou en aquells temps quan freqüentà les tertúlies que intel·lectuals madrilenys realitzaven al voltant de José Ortega y Gasset.
El 1931 li va ser concedit el premi Fastenrath a proposta de la Reial Acadèmia de la Llengua Espanyola, i quatre anys més tard va aconseguir per oposició la càtedra de Llengua Aràbiga de la Universitat de Granada, càrrec que va ocupar durant 35 anys fins al 4 de juny de 1970, data en la qual va ser nomenat Doctor honoris causa d'aquesta Universitat. A Granada va fundar l'Escola d'Estudis Àrabs l'any 1932 juntament amb els seus mestres, Miguel Asín Palacios i Julián Ribera, i també la corresponent de Madrid i, lligat a ella i als seus ensenyaments universitaris, va editar la revista Al-Andalus. El 1948, amb un jove hebreu nacionalitzat anglès, Samuel Miklos Stern, publicà un treball que descobrí l'existència de les jaryas: 20 jaryes, trobades en manuscrits semidestruits a la sinagoga de Fostat, a la ciutat del Caire, el que va donar arguments suficients per a donar suport la tesi de l'origen àrabigo-andalusí de la lírica romànica, desbancant altres teories anteriors que situaven el seu origen en la lírica provençal.
Posseïdor d'un exquisit estil assagístic, entre molts altres estudis destaquen Poesía arábigo-andaluza, breve síntesis histórica (1952) i Las jarchas romances de la serie árabe en su marco (1975). Encara que el formidable tractat del cordovès Ibn Hazm, Tawq al-hamāma o El collaret de la coloma, sobre l'amor i els amants, havia estat traduït amb anterioritat per autors europeus, va fer una immillorable traducció del mateix prologada per Ortega y Gasset. En altres obres va abordar la Literatura comparada, la mètrica àrab, les jaryes, la paremiologia i els zèjels de Ben Guzmán, entre altres estudis.
De 1958 a 1969 fou nomenat ambaixador d'Espanya a Iraq, Líban i Turquia. A més va ser ministre sense residència a l'Afganistan durant tot aquest període.
García Gómez va rebre el Premi Nacional d'Història d'Espanya el 1990; el Premi Príncep d'Astúries de Comunicació i Humanitats el 1992 i va ser acadèmic i director de la Reial Acadèmia de la Història des de 1989 fins a 1995, sent així mateix acadèmic de la Reial Acadèmia de la Llengua Espanyola.
Va morir a la ciutat andalusa de Granada el 31 de maig de 1995 a l'edat de 90 anys.

## Obress
- Un texto árabe occidental de la leyenda de Alejandro (Madrid 1929).
- Poemas arábigoandaluces (Madrid 1930): a translation of Ibn Said's 13th century Pennants of the Champions. Translated into English by Franzen, Cola. Poems of Arab Andalusia.  San Francisco: City Lights Books, 1989. ISBN 978-0-87286-242-5. Translated into Arabic by Hussein Mones as Ash-Shi'r al-Andalusi (Cairo 2nd ed. 1956).
- Qasidas de Andalucía, puestas en verso castellano (Madrid 1940).
- Cinco poetas musulmanes (Madrid 1945).
- El collar de la poloma, tratado sobre el amor y los amantes de Ibn Hazm de Cordoba (Madrid 1952), prologue by José Ortega y Gasset.
- Poesía arábigoandaluza, breve síntesis histórica (Madrid 1952).
- Silla del moro y nuevas escenas andaluzas (Madrid 1948, reprint Buenos Aires, Espasa-Calpe, 1954).
- Las jarchas romances de la serie árabe en su marco (Madrid 1965).
- Poemas árabes en los muros y fuentes de la Alhambra (Madrid 1985).
- Poesías / Ibn Al-Zaqqāq; edición y traducción en verso [del árabe] (Madrid 1986).
- Foco de antigua luz sobre la Alhambra (Madrid 1988).

Collaborations
- Una crónica anónima de 'Abd al-Rahman III al-Nasir (Madrid-Granada 1950), co-authored with Évariste Lévi-Provençal.
- En el centario del nacimiento de don Miguel Asín (Madrid: CSIC 1969), amb Rafael Lapesa Melgar; també a la revista Al Andalus (1969).